# Reprezentacja Wielkiej Brytanii w piłce nożnej mężczyzn
Reprezentacja Wielkiej Brytanii w piłce nożnej – zespół piłkarski, reprezentujący Zjednoczone Królestwo Wielkiej Brytanii i Irlandii Północnej. Obecnie istnieją oddzielne zespoły piłkarskie reprezentujące Anglię, Walię, Szkocję, Irlandię Północną i Gibraltar zaś drużyna Wielkiej Brytanii w latach 1908, 1912 oraz 2012 uczestniczyła w letnich igrzyskach olimpijskich. Nie jest członkiem Międzynarodowej Federacji Piłki Nożnej (FIFA) ani Unii Europejskich Związków Piłkarskich (UEFA).

## Historia
Reprezentacja została założona przez Związek Piłki Nożnej (FA) w roku 1863, później zaś wyodrębniły się: Szkocka Federacja Piłkarska (SFA) (1873), Walijski Związek Piłki Nożnej (1876), Irlandzki Związek Piłki Nożnej (IFA) (1880) i Gibraltarski Związek Piłki Nożnej (GFA) (1895). W roku 1950 żadna z reprezentacji (oprócz Anglii) nie wzięła udziału w Mistrzostwach Świata, powodem był spór dotyczący opłacania amatorskich zawodników odrębnych reprezentacji, zaś w 1920 roku reprezentacje wycofały się z FIFA i nie powróciły aż do roku 1948.

## Osiągnięcia
Brytyjska reprezentacja zdobyła 2 złote medale podczas Igrzysk Olimpijskich w roku 1908 i 1912.

## Mecze towarzyskie drużyny[1]
- Wielka Brytania  6−1  Reszta Europy
- Wielka Brytania  1−4  Reszta Europy

### „Mecz wieku 1947”
W roku 1947, z okazji powrotu do FIFA drużyn piłkarskich Szkocji, Walii i Irlandii Północnej rozegrano mecz o nazwie „Mecz wieku”. Na stadionie Hampden Park w Glasgow w Szkocji zgromadziło się 135000 widzów, a dochód z meczu liczył 35000 funtów.
Skład drużyny Wielkiej Brytanii:
Frank Swift (Anglia), George Hardwick (Anglia), Billy Hughes (Walia), Archie Macaulay (Szkocja), Jackie Vernon (Irlandia), Ron Burgess (Walia), Stanley Matthews (Anglia), Wilf Mannion (Anglia), Tommy Lawton (Anglia), Billy Stali (Szkocja), Billy Liddell (Szkocja).

### Rocznica powstania Irlandzkiego Związku Piłki Nożnej 1955
W roku 1955 z okazji 75. rocznicy powstania IZPN, rozegrano mecz, który odbył się na stadionie Windsor Park w Belfaście. Skład drużyny Wielkiej Brytanii:
Jack Kelsey (Walia), Peter Sillett (Anglia), Joe McDonald (Szkocja), Danny Blanchflower (Irlandia Północna), John Charles (Walia), Bertie Peacock (Irlandia Północna), Stanley Matthews (Anglia), Bobby Johnstone (Szkocja), Roy Bentley (Anglia), Jimmy McIlroy (Irlandia Północna), Billy Liddell (Szkocja).

## Letnie Igrzyska Olimpijskie 2012
10 marca 2009 r. Brytyjski Komitet Olimpijski poinformował, że na turnieju mężczyzn Igrzyskach Olimpijskich w 2012 r. zostanie złożona drużyna piłkarska Wielkiej Brytanii wyłącznie z angielskich graczy. Ostatecznie trener tej drużyny, Stuart Pearce, powołał trzynastu Anglików i pięciu Walijczyków. Powołani zostali:
- Bramkarze: Jack Butland, Jason Steele,
- Obrońcy: Micah Richards, Ryan Bertrand, Steven Caulker, Craig Dawson, Neil Taylor (Walia), James Tomkins
- Pomocnicy: Joe Allen (Walia), Ryan Giggs (Walia), Tom Cleverley, Jack Cork, Aaron Ramsey (Walia), Danny Rose
- Napastnicy: Craig Bellamy (Walia), Scott Sinclair, Marvin Sordell, Daniel Sturridge[4].

## Inne mecze
- Walia  3−2  Pozostała część Zjednoczonego Królestwa
- Walia  0−1  Pozostała część Zjednoczonego Królestwa

## Stroje piłkarskie drużyny
| 1947 | 1955 | 2012 |  |